# Allevard
 Allevard  (en francoprovenzal Alevârd) es una localidad y comuna de Francia, en la región de Ródano-Alpes, departamento de Isère, en el distrito de Grenoble. Es la cabecera del cantón de su nombre.
Su población en el censo de 1999 era de 3.081 habitantes. La aglomeración urbana –que incluye también Saint-Pierre-d'Allevard y La Chapelle-du-Bard- tiene 5.789 habitantes.
Está integrada en la Communauté de communes du Grésivaudan.

## Geografía
Allevard está situado en el massif de Belledonne entre Chambéry (40 km) y Grenoble. Bréda, un torrente de montaña que atraviesa el municipio, es en parte captado para producir electricidad.

## Demografía
| 2384 | 2478 | 2565 | 2391 | 2558 | 3081 | 3571 | 3853 | 3768 | 4131 | 4023 | 3974 |
| Para los censos de 1962 a 1999 la población legal corresponde a la población sin duplicidades (Fuente: INSEE [Consultar]) |      |      |      |      |      |      |      |      |      |      |      |

### Lugares
Les Ayettes, Bajin, Le Bugnon, Clarabout, Le Clos, Le Closy, Le Colombet, Cottard, Le Crozet, Le Cuchet, Freydon, Le Glapigneux, Grangeneuve, Le Guillet, Le Jeu de Paume, Montouvrard, Moret, L'Oursière, Les Panissières, Pommier, Le Replat, La Ronzière, La Ratz, Vaugraine.

## Historia
Centro importante de producción metalúrgica de parte la calidad de los aceros producidos hasta el principio del siglo XX, luego centro turístico basado en el estado termal. En nuestros días, el desarrollo de la industria del silicio y de sus derivados cerca de Grenoble, condujo a un crecimiento del urbanismo que impone por su escalonamiento urbano de las transformaciones importantes de los paisajes del municipio por otra parte afectados por subestimado agrícola y una extensión de taladro.
Muchas celebridades residen en Allevard para tomar las aguas (que se bebía entonces) como: Alphonse Daudet (éste sacó por otra parte de su pasaje una novela, "Numa Roumestan"), o todavía reina Ranavalo III del Madagascar durante su exilio en Francia.
Manifestaciones locales: mercado de san-Miguel (el jueves más próximo) cuya fecha es vinculada a la de la bajada del alpages (plato tradicional).

## Hermanamientos
- Menaggio,  Italia

## Hijos ilustres
- Pierre Rambaud, escultor.